# Ѣ
Pour les articles homonymes, voir Yat, IAT et JAT.
Ne doit pas être confondu avec la lettre signe semi-mou, Ҍ.

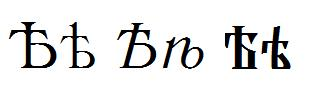
La lettre cyrillique jat’, en plusieurs polices.

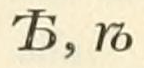
Une forme de lettre cyrillique jat’ en italique.

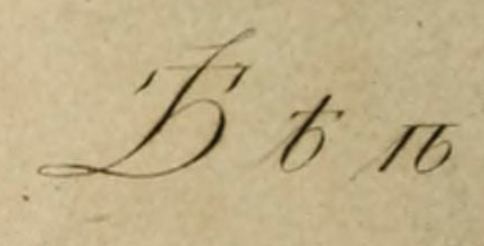
Formes cursives du jatʹ.

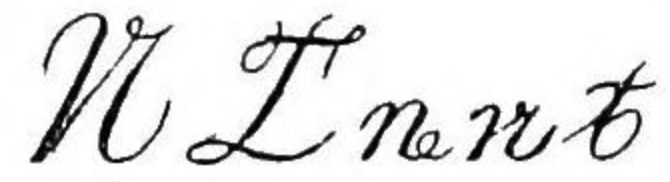
Autres formes cursives du jatʹ.

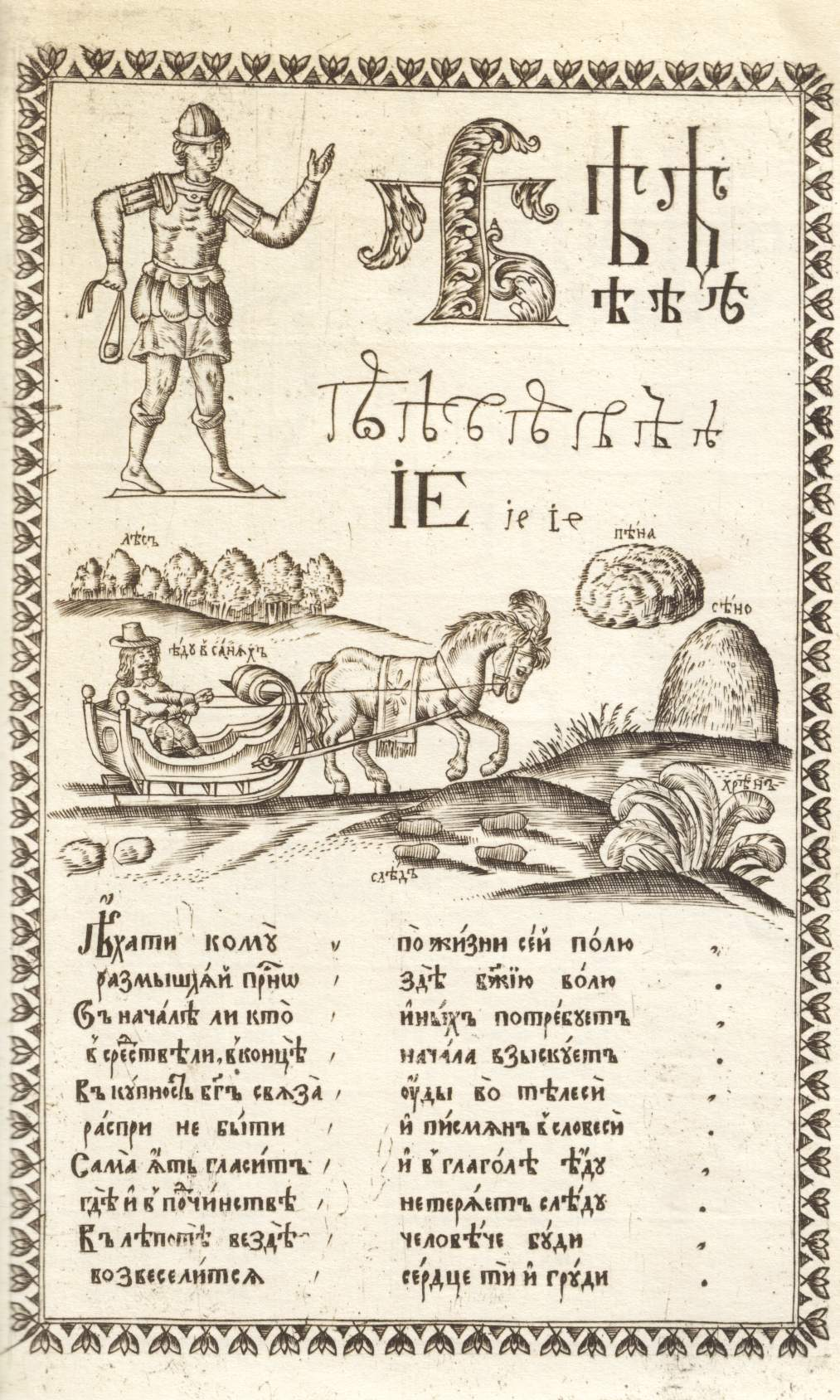
Les formes du jatʹ dans l’Alphabet de Karion Istomin de 1694.

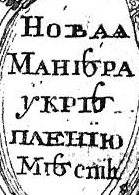
Formes de jatʹ au XVIIIe siècle.

Le jatʹ (majuscule : Ѣ ; minuscule : ѣ ou, pour le ïat haut, ᲇ) ou ïat (du russe ять) est une ancienne lettre de l'alphabet cyrillique et, sous un autre tracé, de l'alphabet glagolitique ; elle n'est plus utilisée que dans la langue d'église. Sa translittération standard est ě (e caron, emprunté à l'alphabet tchèque). En vieux slave, elle indiquait probablement une voyelle antérieure ouverte et longue, représentée en alphabet phonétique international par [æː], voire la diphtongue [ieː].
Elle fut supprimée de l'alphabet cyrillique russe lors de la réforme orthographique de 1917-1918, au prétexte d'un double emploi avec la lettre е (désignée « ïé »).

## Origine
Il n'existait pas en glagolitique de lettre isolée correspondant au А yodisé (précédé de la consonne [j] dite « yod »), de sorte que les représentations cyrilliques des mots « ıазва, ıарость, ıасли » (« plaie, fureur, mangeoire ») se sont transmises avec la lettre initiale jat’ ; ainsi s’expliquerait le nom même de la lettre, désignée ıадь (yad’) dans l'annotation d'un copiste du XIIIe siècle, qui peut être une variante de ѣдь, jed’, « nourriture » (cf. avec le même sens снедь, le russe moderne еда).
En cyrillique, le jat’ est habituellement compté pour la 32e lettre de l’alphabet et s'écrit  ; en glagolitique c’est la 33e lettre et sa représentation est : . Elle n'a pas de signification numérique.
Dans un petit nombre d’inscriptions cyrilliques anciennes, on rencontre également la lettre isolée dite jatʹ yodisé ‹ Ꙓ ›.

## Forme de la lettre
L’origine de la forme glagolitique du jat’ ne trouve pas d’explication satisfaisante ; les principales hypothèses sont une modification de la lettre alpha majuscule, ou encore des ligatures. La forme cyrillique ne s’explique guère davantage : habituellement, on attire l’attention sur les rapports avec le signe mou (Ь) et le signe dur (Ъ), mais également avec l'aspect cruciforme de la lettre glagolitique az (A) : . Dans les inscriptions cyrilliques anciennes (surtout d’origine serbe), on rencontre un tracé symétrique du jat’, ayant l’aspect d’un Δ sous un T renversé, ou sous une croix. Par la suite la forme standard Ѣ s’est répandue beaucoup plus largement. Parfois la barre horizontale a reçu à gauche une très fine entaille, et les parties supérieures droites ont été réduites jusqu’à disparaître complètement ; la forme extrême de cette transformation, constituée au XIXe – XXe siècles, a été une sorte de ГЬ lié, principalement en écritures manuscrite et cursive, mais parfois aussi en écriture droite, surtout dans les titres, les affiches, etc. Lorsque la lettre en forme de ГЬ se rencontre dans un texte médiéval, il peut s’agir aussi bien d’un jat’ que d'un signe dur (Ъ).

## Évolution de la valeur phonétique de la lettrejat’
Les sons représentés par cette lettre remontent à une voyelle du slave commun (notée *ě) issue elle-même de la voyelle indo-européenne longue *ē (cf. par ex. indo-européen *sēmen > slave commun *sěmę, latin sēmen, allemand Samen, français semence) ; par la suite se sont ajoutés les reflexes des diphtongues *ai, *oi .
L'histoire des langues slaves suggère que dès la fin de l'époque du slave commun, ce phonème connaissait des réalisations variées, suivant un spectre allant du [a] au [e] long; de nombreux faits (dont les emprunts roumains) témoignent en outre d'une diphtongaison apparue ultérieurement.
À époque historique, les sons représentés par la lettre jat’ ont convergé avec des sons représentés par d’autres lettres (ce qui a fait que le jat’ est sorti de l’usage), mais ce processus s’est effectué différemment dans diverses langues :
- en russe et en biélorusse, le jat’ a convergé phonétiquement avec le [e] représenté par la lettre ïé ‹ е › (par exemple en russe : хлеб, хлебный ; en biélorusse : хлеб, хлебны ; « pain », nom et adjectif) ;
- en ukrainien, avec le i ‹ i › (хлiб, хлiбний) ;
- en bulgare, avec le ia ‹ я › (хляб) ou le ïé ‹ е › (хлебен) ;
- en serbo-croate, de façons variées selon le dialecte, ce qui se reflète aussi à l’écrit (хлеб — хљеб — хлиб ; la première variante se trouve surtout en Serbie, la deuxième au Monténégro, la troisième n’est pas considérée comme littéraire).

Toutefois à l’écrit le jat’ s’est conservé même après cette fusion :
- en Serbie, le jat’ (où il porte le nom « јат » ou « јаћ ») a disparu lors du passage à l’alphabet cyrillique serbe (« voukovitsa ») dans la première moitié du XIXe siècle ;
- au Monténégro ce nouvel alphabet (variante monténégrine) fut adopté en 1863 ;
- en Russie, le jat’ fut supprimé lors de la Réforme orthographique de 1917-1918 ;
- en Bulgarie le jat’ (désigné « е двойно », e double) fut aboli une première fois en 1921, mais après la révolution de 1923, l’ancienne orthographe fut rétablie ; le jat’ fut aboli une seconde fois, définitivement, en 1945.

Dans le système d’écriture ukrainien fondé au XIXe siècle et vers le début du XXe siècle, le jat’ se rencontrait seulement dans quelques-unes des premières variantes (dans le système Maksimovitch, on l’employait étymologiquement, c’est-à-dire presque aux mêmes emplacements qu’en russe, mais il était prononcé « i » et dénommé « eryjka ») ; la prononciation ukrainienne ayant été codée au moyen des lettres de l’alphabet russe, le jat’ après les consonnes représentait un « е » atténué (ex : синѣ море [la mer bleue], qui s’écrit aujourd’hui синє море (pron. synïé morè), tandis qu’à l’initiale des mots et après les voyelles il correspondait à l’actuelle lettre « ї » yodisé, ou (plus rarement) à « є » ("ïé" en ukrainien).
Le jat’ eut aussi un curieux usage dans le système d’écriture serbo-croate du milieu du siècle, dénommé « bosantchitsa » (bosančica) : il y représentait soit le son [j] (consonne yod), soit, lorsqu’il était placé devant Н et Л (N et L), une mouillure de ces consonnes (soit la même fonction que le g italien dans les combinaisons gn et gl) ; ce jat’ pouvait être confondu avec la lettre de forme voisine Ћ (tché).

## Disparition dujat’de la prononciation et de l'écriture russes

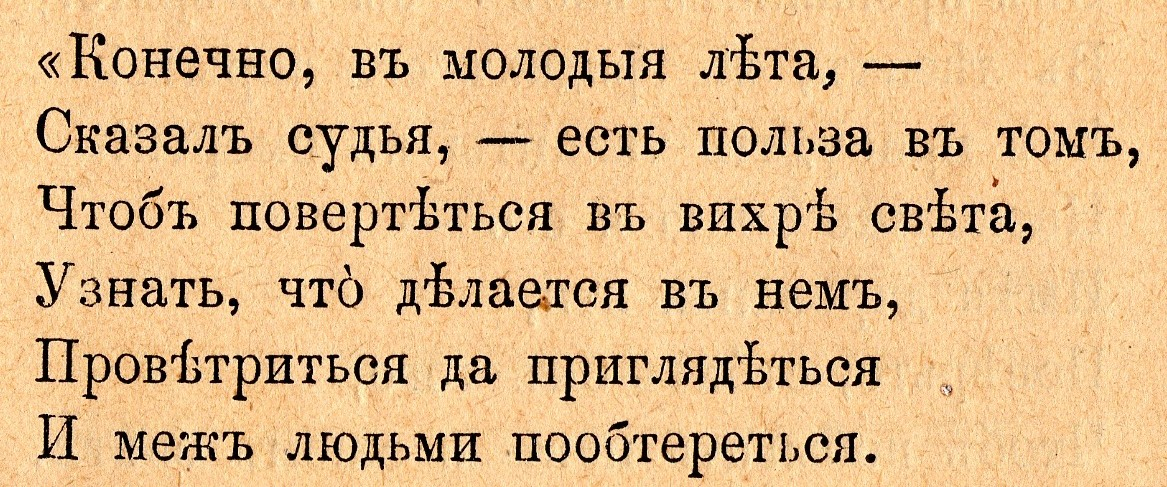
Extrait d'un ouvrage imprimé de 1902 contenant la lettre jat’

Le maintien inconditionnel du jat’ après la réforme alphabétique de Pierre Ier (1708) montre que la prononciation des lettres « е » et « ѣ » restait alors encore vraisemblablement différente. Mais déjà dans la deuxième moitié du XVIIIe siècle, Mikhaïl Lomonossov note que « les lettres ‘e’ et ‘ѣ’ possèdent dans le langage populaire une différence à peine sensible, qui à la lecture existe fort nettement et exige […] pour le ‘e’ rondeur, pour le ‘ѣ’ finesse ». Un siècle plus tard, le philologue Grot constate sans équivoque dans son « Orthographe russe » (1885) que : « dans leur prononciation, il n’y a pas la plus petite différence ». Dans certains dialectes régionaux, pourtant, s’est conservée jusqu’à nos jours une nuance spécifique, dans les syllabes accentuées, du son « e » autrefois écrit « ѣ ».
À la même époque, Trediakovsky lutte déjà pour la suppression du jat’. Une légende s’est conservée, selon laquelle Nicolas Ier s’était demandé s’il ne devait pas promulguer un oukase à ce sujet, mais en avait rejeté l’idée après que l’on lui eut suggéré que c’était par le jat’ qu’un homme cultivé se différenciait d’un ignorant. Le projet de réforme orthographique de 1911, élaboré par l’Académie Impériale des Sciences, resta conservateur sur ce point ; la lettre jat’ resta pour un certain temps encore le cauchemar des écoliers russes en raison de la difficulté de l’assimilation d’une longue liste de mots, et en dépit de l'emploi de vers mnémotechniques. Le souvenir de ces exercices scolaires demeure dans la locution adverbiale « на ять » (na jat’) signifiant littéralement « au jat’ » et employée dans les phrases « выучить на ять » (vyoutchit’ na jat’), et « Работа сделана на ять. » (Rabota sdelana na jat’) siginfiant respectivement « apprendre/savoir à la perfection, sur le bout des ongles » et « Le travail a été fait de manière impeccable. »
La réforme de l’orthographe russe de 1918 fut annoncée par plusieurs circulaires du Gouvernement provisoire durant l’été 1917 (c’est d’abord à l’école que fut introduite la nouvelle orthographe), et confirmée par un décret du pouvoir soviétique en décembre 1917 ; les écrits et la presse furent convertis à cette nouvelle orthographe par un décret de 1918.
Dans la conscience générale, la réforme (dont la suppression du jat’, qui concernait certes moins de mots que la suppression du signe dur en finale consonantique, mais symbolisait le système d'enseignement d'antan) fut fermement associée aux actions des bolcheviks, de sorte que la lettre « ѣ » devint quasiment la lettre emblématique de l’intelligentsia « blanche ». De fait, les publications des émigrants ont continué à s'orthographier à l’ancienne jusqu'au lendemain de la Seconde Guerre mondiale.
Selon les puristes, la suppression de la lettre jat’ a causé un préjudice à la langue russe écrite :
- le jat’ était, avec "i", l’une des rares lettres dont le graphisme brisait la monotonie de la ligne ;
- à dater de la suppression du jat’, de nombreux homonymes de racines différentes, ayant contenu originellement, les uns la lettre « e », les autres « ѣ », devinrent également des homographes. Ainsi :
  - ‘ѣсть’ (manger) et ‘есть’ (il y a) [pron. "ïest’"]
  - ‘лечу’ (je vole [en l’air]) et ‘лѣчу’ (je soigne) ["liétchou"]
  - ‘синѣ́е’ (plus foncé) et ‘си́нее’ (bleu) [siniéié / siniéié]
  - ‘вѣ́дѣніе’ (compétence, juridiction) et ‘веде́ніе’ (conduite, gestion), [viédiénié / viédiénié], etc.

Plus gênant fut le rapprochement du pronom pluriel ‘всѣ’ → ‘все’ (vsié = tous) avec le neutre ‘всё’ (vsio = tout) : le tréma étant généralement omis sur la voyelle "ë", il est, dans certains contextes, malaisé de rétablir la forme visée.

## Lejat’aujourd'hui

### En russe
Après l’effondrement de l’URSS en 1991, dans l’idéologie et la culture s’est manifestée une certaine tendance à l’idéalisation du passé et de la « renaissance du bon vieux temps ». Il n’est pas rare de voir les jat’, le signe dur et autres caractéristiques de l’orthographe prérévolutionnaire ressuscités dans les noms de firmes commerciales et dans la publicité, mais souvent incorrectement. Des propositions sincères, quoique peu sérieuses, de faire renaître l’orthographe antérieure à la Révolution s’élèvent. Leurs partisans appellent le jat’ « la lettre la plus authentiquement russe », le « cygne blanc » de l’alphabet russe (Choumskikh, 1998). En outre, le jat’ a été proposé comme l’une des variantes du symbole du rouble. Il est toutefois fortement concurrencé dans cette fonction emblématique par le signe dur (Ъ, par exemple utilisé en fonction d'autonyme par l'hebdomaire financier Kommersant), qui demeure sur les claviers et est souvent employé en lieu et place du jat’ par les philologues eux-mêmes à défaut du caractère idoine.

### En bulgare

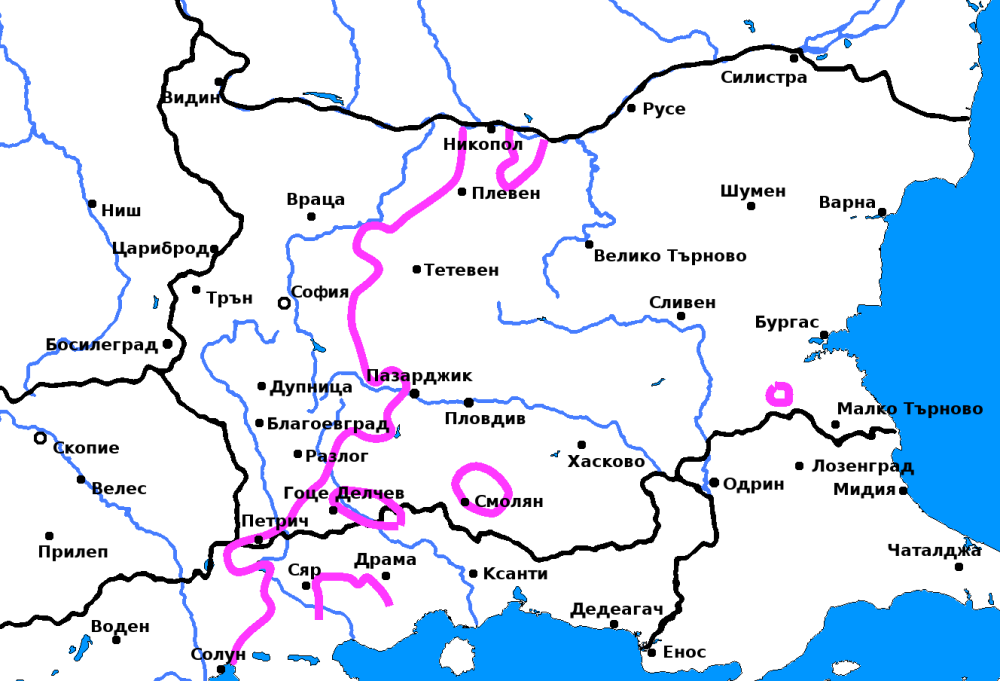
La frontière du jat’

La situation est analogue à celle du russe, d’autant plus que la réforme bulgare a eu lieu une vingtaine d’années plus tard.
En Bulgarie, l’évolution diversifiée du jat’ a donné lieu à ce qu’on appelle la « frontière du jat » (avec durcissement du [t] final dans cette langue: jatova granica), qui s’étend approximativement de Nikopol sur le Danube à Thessalonique sur la mer Égée. Il s’agit du plus important isoglosse bulgare, qui reflète la prononciation de l’ancien jat’ :
- soit comme un /a/ précédé d’une consonne mouillée (représenté par я en bulgare standard), ou /e/ à l’est : bjal, pluriel beli, бял – бели
- soit seulement comme un e, à l’ouest : bel – beli, бел – бели, cette prononciation se continuant dans les dialectes macédoniens et serbes.

L’élimination du jat’ de l’alphabet bulgare en 1945 a été perçue par de nombreux Macédoniens de Bulgarie comme une « trahison des dialectes occidentaux » et une séparation artificielle entre le bulgare et les dialectes macédoniens. Après 1989, de nombreuses organisations politiques et culturelles de droite, telles que le Parti radical national bulgare et l’Organisation révolutionnaire intérieure macédonienne (VMRO) ont essayé de lancer un débat sur la réforme orthographique et la réintroduction du jat’.

### En serbe, croate, monténégrin, bosniaque
Ici aussi se manifeste de temps en temps l’idée de revenir au jat’ dans l’écriture, mais pour des raisons non pas nostalgiques, mais politiques, d’unification nationale : le but étant que les différentes variantes de prononciation de la langue (ékavien, iékavien, ikavien) aient une orthographe unique, et que la différence se limite principalement à une lecture différente de cette lettre.
- Exemple : l’ancien adjectif лѣп (lěp, « beau ») s’écrit et se prononce désormais, selon le dialecte et en fonction des différences retenues entre les langues nationales de l'ex-Yougoslavie, леп (lep), лип (lip) ou лијеп (lijep).

## Règles d'utilisation dujat’dans l'orthographe russe prérévolutionnaire
La lettre jat’ s’utilisait :
- dans le suffixe comparatif et superlatif des adjectifs et adverbes : -ѣе (-ѣй), -ѣйшій: сильнѣе, сильнѣй, сильнѣйшій, сильнѣйше (mais non en position finale : глубже, лучше, реще, крѣпче, дешевле, à l’exception de la forme abrégée : болѣ, менѣ, долѣ, тяжелѣ) ;
- au datif et au prépositionnel singulier des substantifs : о столѣ, (объ) Аннѣ, о морѣ, о счастьѣ (mais également : о счастіи), mais en aucun cas au nominatif ni à l’accusatif (идемъ (гдѣ?) въ морѣ, mais идемъ (куда?) въ море) ;
- aux trois formes du pronom personnel мнѣ, тебѣ, себѣ;
- à l’instrumental des pronoms кѣмъ, чѣмъ (mais au prépositionnel : о чемъ), тѣмъ, всѣмъ (mais au prépositionel : о всемъ), ainsi qu’à tous les cas du pluriel de тѣ et всѣ (la graphie все s’interprètant comme всё);
- dans le pronom féminin pluriel онѣ;
- dans le numéral двѣ et ses dérivés : двѣсти, двѣнадцатый
- à tous les cas du féminin pluriel des numéraux однѣ et обѣ : однѣхъ, однѣмъ, однѣми, обѣихъ, обѣимъ, обѣими;
- dans le préfixe нѣ- au sens indéfini (mais non au sens négatif) : нѣкто, нѣчто, нѣкій, нѣсколько, нѣкогда (au sens de : « on ne sait quand, jadis ») ; mais au sens négatif : некогда (« [je n’ai] pas le temps »), нѣкоторый, etc.
- dans les adverbes et prépositions гдѣ, внѣ, здѣсь, нынѣ, послѣ, кромѣ, развѣ, вездѣ, возлѣ, подлѣ, доколѣ, отколѣ, доселѣ, отселѣ, индѣ, зѣло et leurs dérivés : нынѣшній, кромѣшный, здѣшній, извнѣ, etc.
- dans les adverbes et prépositions composés, bâtis sur des substantifs, aux cas exigeant la désinence ѣ : вмѣстѣ, вродѣ, вдалекѣ, вдвойнѣ, etc.
- dans les verbes à l’infinitif (à trois exceptions près : переть(ся), тереть(ся), мереть et leurs composés) : имѣть, хотѣть, смотрѣть, болѣть, краснѣть, etc. ; ce yate se conservait dans la conjugaison et les formes dérivées : имѣть — имѣю — имѣлъ — имѣя — имѣвшій — имѣніе ;
  - mais dans les formes adjectivales comme виденъ ou боленъ on écrivait е ; de même dans ces formes, au lieu du suffixe verbal ѣ apparaît le suffixe adjectival -ен- avec un е caduc (видна, больна);
  - par analogie, on n’utilisait pas le jat’ dans des formes comme ясновидецъ, сидень (on le vérifie par les formes avec е caduc : ясновидца, сиднем);
  - dans les substantifs on trouvait la terminaison -ѣніе, aussi bien que -еніе, toutefois le jat’ ne se rencontrait que dans les termes dérivés de verbes en -ѣть (потемнѣть — потемнѣніе, mais затемнить — затемненіе);
- dans à peu près une centaine de racines différentes, dont il fallait se rappeler la liste ; les écoliers utilisaient à cet effet des vers mnémoniques spécifiques, dont les plus connus figurent dans le passage suivant, tiré de la Méthode de russe de N.K. Kul’man, publiée à Saint-Petersbourg en 1914 :

| Vers russe                   | Transcription empirique        | Traduction                               |
| ---------------------------- | ------------------------------ | ---------------------------------------- |
| Бѣлый, блѣдный, бѣдный бѣсъ  | Biélyï, bliédnyï, biédnyï biés | Un pauvre diable blanc et pâle           |
| Убѣжалъ голодный въ лѣсъ     | Oubiéjal golodnyï v liés       | S’enfuit affamé dans la forêt            |
| Лѣшимъ по лѣсу онъ бѣгалъ,   | Liéchym po liésou on biégal,   | Comme un sylvain il courait par la forêt |
| Рѣдькой съ хрѣномъ пообѣдалъ | Riéd'koï s khriénom poobiédal  | Il dîna d’un radis noir avec du raifort  |
| И за горькiй тотъ обѣдъ      | I za gorkiï tot obiéd          | Et pour ce repas amer                    |
| Далъ обѣтъ надѣлать бѣдъ...  | Dal obiét nadiélat’ biéd…      | Fit le vœu de faire des malheurs…        |

Dans certains cas la règle s’appliquait plus ou moins : ainsi, on n’utilisait presque jamais le jat’ dans les racines non slaves, ou lorsqu’il existait un mot apparenté contenant un «ё» (медовый — мёдъ), ou lorsque la voyelle était caduque (ленъ — льна).

## Règles d'utilisation dujat’en slave ecclésiastique
L’orthographe du vieux slave est proche de celle du russe pré-révolutionnaire (la liste de racines comportant un jat’ est pratiquement la même), même si dans les terminaisons le jat’ s’emploie souvent à des endroits inattendus pour quelqu’un de non prévenu, par exemple :
- въ селѣхъ, на небесѣхъ (de manière générale, les terminaisons -ахъ/-яхъ sont propres en grande partie seulement aux mots en -а/-я ; dans d’autres cas au lieu de –яхъ on trouve -ехъ, et au lieu de -ахъ — -ѣхъ avec jat’) ;
- dans la déclinaison dure des adjectifs, aussi bien pour les formes courtes : къ мудрѣ женѣ, въ чистѣ поли que complètes : къ мудрѣй женѣ, на чермнѣмъ мори (parfois, surtout dans les textes composés récemment, on rencontre aussi dans de tels cas les formes en -ой, -омъ, но, considérées comme des russismes indésirables ;
- à la forme duelle des verbes, les formes du féminin se terminent en jat’, celles du masculin en –а : несева/несевѣ (nous deux portons), несета/несетѣ (vous deux portez/eux/elles deux portent), несохова/несоховѣ (nous deux portions), несоста/несостѣ (vous deux portiez/eux/elles deux portaient), etc.

Dans d’autres cas, au lieu du jat’ russe, en slave liturgique on écrit (et on prononce) И (/i/) : въ мори, на краи, къ земли, къ юноши ou encore (selon la tradition vieux-slave) IA : ıасти (pour есть, « manger »), ıахати, ıаздити (pour ехать/ездить, « aller »).
À la lecture d’un texte en slave liturgique (selon le standard russe), le jat’ se prononce comme le e, avec là aussi des variantes périphériques possibles, reflétant l’influence de la langue locale : ainsi, les uniates d’Ukraine occidentale peuvent le lire comme un [и] (dans les éditions austro-hongroises, et plus récemment hongroises et tchécoslovaques de textes en slave liturgique, le jat’ est régulièrement représenté par la lettre latine i).
Dans les versions glagolitiques actuelles (croates et tchèques) du slave liturgique, le jat’ en début de mot et après les voyelles est représenté par le son [ja].

## Codification
| Encodage | Casse     | Décimal | Hexadécimal | Octal  | Binaire           |
| -------- | --------- | ------- | ----------- | ------ | ----------------- |
| Unicode  | Majuscule | 1122    | 0462        | 002142 | 00000100 01100010 |
| Unicode  | Minuscule | 1123    | 0463        | 002143 | 00000100 01100011 |